# 坎特伯雷項目
坎特伯雷項目（英語：The Canterbury Project），自由軟體界的一個愚人節玩笑，由Debian、Gentoo、Grml、openSUSE 以及 Arch Linux五個自由軟體社群，于2011年4月1日聯手發動。当日上述发行版的官方网站全部改成相同的主页，宣布他們將合并为一个新的发行版，名為坎特伯雷（The Canterbury Distribution）。他們宣稱，這個計劃的目的是展示自由軟體社群實際上是能夠為了共同目標而共同合作，而並非創造更多的差異。它的目標是建立一個像Arch一樣簡單，像Debian一樣穩定，像Gentoo一樣有高度可塑性，像Grml一樣支援Live CD框架，以及像openSUSE一樣具備開放心靈的Linux作業系統發行版。

## 引用来源
1. ↑  .   [2011-04-01]. （原始内容存档于2011-04-02）.
2. ↑  .   [2011-04-01]. （原始内容存档于2011-04-04）.（页面已删除）
3. ↑  .   [2011-04-01]. （原始内容存档于2011-04-04）.
4. ↑  .   [2011-04-01]. （原始内容存档于2011-04-04）.
5. ↑  .   [2011-04-01]. （原始内容存档于2011-04-01）.